# David Vaughan
David Owen Vaughan (født 18. februar 1983 i Abergele, Wales) er en walisisk fodboldspiller, der spiller som midtbanespiller hos engelske Nottingham Forest. Han har tidligere spillet for blandt andet Sunderland og Blackpool.
Vaughan har desuden repræsenteret Crewe Alexandra og spanske Real Sociedad. Opholdet hos sidstnævnte kom i stand, da den baskiske klub på dette tidspunkt blev trænet af Vaughans landsmand Chris Coleman.

## Landshold
Vaughan står (pr. april 2018) noteret for 42 kampe og én scoring for Wales' landshold, som han debuterede for 26. maj 2003 i en venskabskamp mod USA. 14. oktober 2009 scorede han sit første landskampsmål, da waliserne besejrede Liechtenstein 2-0 på udebane. 